# 9307 Regiomontanus
A 9307 Regiomontanus (ideiglenes jelöléssel 1987 QS) a Naprendszer kisbolygóövében található aszteroida. Freimut Börngen fedezte fel 1987. augusztus 21-én.
Nevét Johannes Regiomontanus (1436 – 1476) német matematikus, csillagász után kapta.